# Torneio de Roland Garros de 2023
O Torneio de Roland Garros de 2023 foi um torneio de tênis disputado nas quadras de saibro do Stade Roland Garros, em Paris, na França, entre 28 de maio e 11 de junho. Corresponde à 56ª edição da era aberta e a 122ª de todos os tempos.
Rafael Nadal defendia o título, mas desistiu do torneio dias antes do início, devido à lesão. Foi a primeira vez que o campeão de 14 troféus em Paris não participou da chave, desde a estreia, em 2005. Iga Świątek foi a vencedora de 2022, que manteve o êxito subsequente ao derrotar a tcheca Karolína Muchová em três sets, na final.
A ausência de Nadal facilitou a vida de Novak Djokovic para a disputa particular de maior vencedor de títulos do Grand Slam entre no simples masculino. Estavam empatados em 22, cada. Derrotando Casper Ruud na final, o sérvio atingiu a liderança isolada.
O título trouxe dois jogadores à liderança de seus rankings: Djokovic, de volta, em simples, e Austin Krajicek, pelo primeiro major da carreira, em duplas. Junto de Ivan Dodig, o americano, derrotou facilmente a dupla belga Sander Gillé e Joran Vliegen.
Nas duplas femininas, foi a vez de Hsieh Su-Wei levantar o quinto caneco da categoria, depois de um período afastada do tênis, e de Wang Xinyu fazê-lo pela primeira vez. Nas mistas, Miyo Kato e Tim Pütz venceram em três sets apertados na final. Neste, uma história curiosa: Kato foi desclassificada em duplas femininas, por interpretação do juiz, após, justamente ela, acertar uma boleira de maneira involuntária. Na chave da glória, chegou a enfrentar a parceira da competição do infortúnio, Aldila Sutjiadi, pelas semifinais.
O Brasil encerrou a participação em Roland Garros com marcas notáveis. Ao chegar à semifinal de simples, na qual perdeu para a então campeã Świątek, e com a derrota de Muchová na final, Beatriz Haddad Maia assegurou a entrada no top 10 da WTA, feito inédito ao país – considerando que o ranking foi criado nos anos 1970. Além disso, é a primeira brasileira a chegar nessa fase do torneio desde 1968, com Maria Esther Bueno. Considerando todos os Slam e ignorando o gênero, um brasileiro não chegava tão longe em simples desde 2001, com Gustavo Kuerten.
Por causa da invasão da Ucrânia pela Rússia, as organizações tomaram diversas medidas contra a Rússia e a Bielorrússia no esporte. Este foi o quarto Slam em que os jogadores desses países foram permitidos de participar, mas sob bandeira neutra.

## Transmissão
Esta é a lista de países e canais designados a transmitir o torneio durante a edição em questão:
Países lusófonos

| País(es) | Canal(is)         |
| -------- | ----------------- |
| Brasil   | ESPN SporTV Star+ |
| Portugal | Eurosport         |

Resto do mundo
| País(es)                           | Canal(is)                                           |
| Países avulsos                     |                                                     |
| ---------------------------------- | --------------------------------------------------- |
| Austrália                          | Nine Network                                        |
| Áustria                            | ServusTV [en]                                       |
| Bélgica                            | VRT (RTBF)                                          |
| Canadá                             | RDS [en] TSN                                        |
| China                              | CCTV-5 iQIYI                                        |
| Coreia do Sul                      | TVN                                                 |
| Estados Unidos                     | Bally Sports [en] NBC Sports Peacock Tennis Channel |
| França                             | Francetv Sport Prime Video                          |
| Índia                              | Sony TEN [en]                                       |
| Japão                              | WOWOW                                               |
| Mongólia                           | Premier Sports [en]                                 |
| Nova Zelândia                      | Sky [en]                                            |
| Suíça                              | SRG SSR                                             |
| Taiwan                             | ELTA TV [zh]                                        |
| Vietname                           | VTV                                                 |
| Regiões                            |                                                     |
| África subsaariana                 | Canal+ Afrique [en] SuperSport                      |
| América espanhola                  | ESPN                                                |
| Ásia Norte da África Oriente Médio | beIN Sports                                         |
| Europa                             | Eurosport                                           |

## Pontuação e premiação

### Distribuição de pontos
ATP e WTA informam suas pontuações em Grand Slam, distintas entre si, em simples e em duplas. A ITF responde exclusivamente pelos juvenis e cadeirantes.
Considerado torneio amistoso, o de duplas mistas não gera pontos.
No juvenil, os simplistas jogam duas fases de qualificatório, mas só os que passam à chave principal pontuam. Em duplas, a pontuação é por jogador. A partir da fase com 16, os competidores recebem pontos adicionais de bônus (os valores da tabela já somam as duas pontuações).

#### Profissional
| Evento            | V    | F    | SF  | QF  | R16 | R32 | R64 | R128 | Q  | Q3 | Q2 | Q1 |
| Simples masculino | 2000 | 1200 | 720 | 360 | 180 | 90  | 45  | 10   | 25 | 16 | 8  | 0  |
| Duplas masculinas | 2000 | 1200 | 720 | 360 | 180 | 90  | 0   | —    | —  | —  | —  | —  |
| Simples feminino  | 2000 | 1300 | 780 | 430 | 240 | 130 | 70  | 10   | 40 | 30 | 20 | 2  |
| Duplas femininas  | 2000 | 1300 | 780 | 430 | 240 | 130 | 10  | —    | —  | —  | —  | —  |

| Evento            | V    | F   | SF  | QF  | R16 | R32 | R64 | Q  | Q2 | Q1 |
| Simples Masculino | 1000 | 700 | 490 | 300 | 180 | 90  | 30* | 20 | 0  | 0  |
| Simples Feminino  | 1000 | 700 | 490 | 300 | 180 | 90  | 30* | 20 | 0  | 0  |
| Duplas Masculinas | 750  | 525 | 367 | 225 | 135 | 0   | —   | —  | —  | —  |
| Duplas Femininas  | 750  | 525 | 367 | 225 | 135 | 0   | —   | —  | —  | —  |

| Evento               | V   | F   | SF/3º lugar | QF/4º lugar | R16 |
| Simples              | 800 | 500 | 375         | 200         | 100 |
| Simples tetraplégico | 800 | 500 | 375         | 100         | —   |
| Duplas               | 800 | 500 | 375         | 100         | —   |
| Duplas tetraplégicas | 800 | 100 | —           | —           | —   |

### Premiação
A premiação geral aumentou 14% em relação a 2022. Os títulos de simples tiveram um acréscimo de € 100.000 cada.
Juvenis não são pagos. Outras disputas, como a de cadeirantes, não tiveram os valores detalhados; estão inclusos em "Outros eventos".
| Evento                 | V           | F           | SF        | QF        | Últimos 16 | Últimos 32 | Últimos 64 | Últimos 128 | Q3       | Q2       | Q1       |
| Contemplados           | 1           | 1           | 2         | 4         | 8          | 16         | 32         | 64          | 16       | 32       | 64       |
| Simples (2)            | € 2.300.000 | € 1.150.000 | € 630.000 | € 400.000 | € 240.000  | € 142.000  | € 97.000   | € 69.000    | € 34.000 | € 22.000 | € 16.000 |
| Duplas (2)             | € 590.000   | € 295.000   | € 148.000 | € 80.000  | € 43.000   | € 27.000   | € 17.000   | —           | —        | —        | —        |
| Duplas mistas          | € 122.000   | € 61.000    | € 31.000  | € 17.500  | € 10.000   | € 5.000    | —          | —           | —        | —        | —        |
| Simples cadeirante (2) | € 60.000    | € 30.000    | € 18.000  | € 11.000  | € 8.000    | —          | —          | —           | —        | —        | —        |
| Simples tetraplégico   | € 60.000    | € 30.000    | € 18.000  | € 11.000  | —          | —          | —          | —           | —        | —        | —        |
| Duplas cadeirantes (2) | € 20.000    | € 10.000    | € 7.000   | € 5.000   | —          | —          | —          | —           | —        | —        | —        |
| Duplas tetraplégicas   | € 20.000    | € 10.000    | € 7.000   | —         | —          | —          | —          | —           | —        | —        | —        |

Total dos eventos acima: € 47.515.000
Outros eventos + per diem (estimado): € 2.085.000
Total da premiação: € 49.600.000

## Cabeças de chave
Cabeças baseados(as) nos rankings de 22 de maio de 2023. Dados de Ranking e Pontos anteriores são de 29 de maio de 2023.
A colocação individual nos rankings de duplas masculinas e femininas ajudam a definir os cabeças de chaves nestas categorias e também na de mistas.
Em verde, o(s) cabeça(s) de chave campeão(ões). Em vermelho, o(s) vice-campeão(ões).

### Simples

#### Masculino
| Cabeça | Ranking | Jogador                     | Pontos anteriores | Pontos a defender | Pontos conquistados | Nova pontuação | Eliminado na | Eliminado por              |
| ------ | ------- | --------------------------- | ----------------- | ----------------- | ------------------- | -------------- | ------------ | -------------------------- |
| 1      | 1       | Carlos Alcaraz              | 6.815             | 360               | 720                 | 7.175          | SF           | Novak Djokovic [3]         |
| 2      | 2       | Daniil Medvedev             | 6.330             | 180+150           | 10+90               | 6.100          | 1ª fase      | Thiago Seyboth Wild (Q)    |
| 3      | 3       | Novak Djokovic              | 5.955             | 360               | 2.000               | 7.595          | Campeão      | –                          |
| 4      | 4       | Casper Ruud                 | 4.960             | 1.200             | 1.200               | 4.960          | F            | Novak Djokovic [3]         |
| 5      | 5       | Stefanos Tsitsipas          | 4.775             | 180+45            | 360+10              | 4.920          | QF           | Carlos Alcaraz (1)         |
| 6      | 6       | Holger Rune                 | 4.375             | 360               | 360                 | 4.375          | QF           | Casper Ruud (1)            |
| 7      | 7       | Andrey Rublev               | 4.270             | 360               | 90                  | 4.000          | 3ª fase      | Lorenzo Sonego             |
| 8      | 9       | Jannik Sinner               | 3.435             | 180               | 45                  | 3.300          | 2ª fase      | Daniel Altmaier            |
| 9      | 8       | Taylor Fritz                | 3.470             | 45                | 90                  | 3.515          | 3ª fase      | Francisco Cerúndolo (23)   |
| 10     | 10      | Félix Auger-Aliassime       | 3.100             | 180+90            | 10+10               | 2.850          | 1ª fase      | Fabio Fognini              |
| 11     | 11      | Karen Khachanov             | 2.945             | 180               | 360                 | 3.125          | QF           | Novak Djokovic (3)         |
| 12     | 12      | Frances Tiafoe              | 2.790             | 45                | 90                  | 2.835          | 3ª fase      | Alexander Zverev (22)      |
| 13     | 14      | Hubert Hurkacz              | 2.525             | 180               | 90                  | 2.435          | 3ª fase      | Juan Pablo Varillas        |
| 14     | 13      | Cameron Norrie              | 2.565             | 90                | 90                  | 2.565          | 3ª fase      | Lorenzo Musetti (17)       |
| 15     | 16      | Borna Ćorić                 | 2.410             | 45+25             | 90+0                | 2.430          | 3ª fase      | Tomás Martín Etcheverry    |
| 16     | 17      | Tommy Paul                  | 2.170             | 10                | 45                  | 2.205          | 2ª fase      | Nicolás Jarry              |
| 17     | 18      | Lorenzo Musetti             | 2.040             | 10+125            | 180+10              | 2.095          | 4ª fase      | Carlos Alcaraz (1)         |
| 18     | 19      | Alex de Minaur              | 1.870             | 10                | 45                  | 1.905          | 2ª fase      | Tomás Martín Etcheverry    |
| 19     | 24      | Roberto Bautista Agut       | 1.485             | 0                 | 45                  | 1.530          | 2ª fase      | Juan Pablo Varillas        |
| 20     | 25      | Daniel Evans                | 1.480             | 45+125            | 10+10               | 1.330          | 1ª fase      | Thanasi Kokkinakis (WC)    |
| 21     | 28      | Jan-Lennard Struff          | 1.447             | 0+20              | 10+0                | 1.437          | 1ª fase      | Jiří Lehečka               |
| 22     | 27      | Alexander Zverev            | 1.450             | 720               | 720                 | 1.450          | SF           | Casper Ruud [4]            |
| 23     | 23      | Francisco Cerúndolo         | 1.485             | 10                | 180                 | 1.655          | 4ª fase      | Holger Rune (6)            |
| 24     | 30      | Sebastian Korda             | 1.265             | 90                | 45                  | 1.220          | 2ª fase      | Sebastian Ofner (Q)        |
| 25     | 31      | Botic van de Zandschulp     | 1.215             | 90                | 10                  | 1.135          | 1ª fase      | Thiago Agustín Tirante (Q) |
| 26     | 32      | Denis Shapovalov            | 1.210             | 10                | 90                  | 1.290          | 3ª fase      | Carlos Alcaraz (1)         |
| 27     | 33      | Yoshihito Nishioka          | 1.181             | 10                | 180                 | 1.351          | 4ª fase      | Tomás Martín Etcheverry    |
| 28     | 29      | Grigor Dimitrov             | 1.275             | 90                | 180                 | 1.365          | 4ª fase      | Alexander Zverev (22)      |
| 29     | 34      | Alejandro Davidovich Fokina | 1.115             | 10                | 90                  | 1.195          | 3ª fase      | Novak Djokovic (3)         |
| 30     | 36      | Ben Shelton                 | 1.095             | 36†               | 10                  | 1.069          | 1ª fase      | Lorenzo Sonego             |
| 31     | 37      | Miomir Kecmanović           | 1.065             | 90                | 10                  | 985            | 1ª fase      | Andrea Vavassori (Q)       |
| 32     | 38      | Bernabé Zapata Miralles     | 1.051             | 205               | 10                  | 856            | 1ª fase      | Diego Schwartzman          |

† O jogador não disputou a chave principal em 2022, mas está defendendo os pontos de um ATP Challenger (Little Rock).

##### Desistências
| Ranking | Jogador             | Pontos anteriores | Pontos a defender | Nova pontuação | Motivo                    |
| ------- | ------------------- | ----------------- | ----------------- | -------------- | ------------------------- |
| 15      | Rafael Nadal        | 2.445             | 2.000             | 445            | Lesão no quadril          |
| 20      | Matteo Berrettini   | 1.832             | 0+250             | 1.582          | Lesão do abdome           |
| 21      | Pablo Carreño Busta | 1.740             | 10                | 1.730          | Lesão no cotovelo direito |
| 22      | Marin Čilić         | 1.510             | 720               | 790            | Lesão no joelho direito   |
| 26      | Nick Kyrgios        | 1.465             | 0+90              | 1.375          | Lesão no pé               |

#### Feminino
| Cabeça | Ranking | Jogadora              | Pontos anteriores | Pontos a defender | Pontos conquistados | Nova pontuação | Eliminada na | Eliminada por                 |
| ------ | ------- | --------------------- | ----------------- | ----------------- | ------------------- | -------------- | ------------ | ----------------------------- |
| 1      | 1       | Iga Świątek           | 8.940             | 2.000             | 2.000               | 8.940          | Campeã       | –                             |
| 2      | 2       | Aryna Sabalenka       | 7.541             | 130+180           | 780+1               | 8.012          | SF           | Karolína Muchová              |
| 3      | 3       | Jessica Pegula        | 5.205             | 430               | 130                 | 4.905          | 3ª fase      | Elise Mertens (28)            |
| 4      | 4       | Elena Rybakina        | 5.090             | 130               | 130                 | 5.090          | 3ª fase, ab. | Sara Sorribes Tormo [PR]      |
| 5      | 5       | Caroline Garcia       | 5.025             | 70                | 70                  | 5.025          | 2ª fase      | Anna Blinkova                 |
| 6      | 6       | Coco Gauff            | 4.305             | 1.300             | 430                 | 3.435          | QF           | Iga Świątek (1)               |
| 7      | 7       | Ons Jabeur            | 3.541             | 10                | 430                 | 3.961          | QF           | Beatriz Haddad Maia (14)      |
| 8      | 8       | Maria Sakkari         | 3.391             | 70+60             | 10+1                | 3.272          | 1ª fase      | Karolína Muchová              |
| 9      | 9       | Daria Kasatkina       | 3.275             | 780               | 240                 | 2.735          | 4ª fase      | Elina Svitolina (PR)          |
| 10     | 10      | Petra Kvitová         | 3.162             | 70                | 10                  | 3.102          | 1ª fase      | Elisabetta Cocciaretto        |
| 11     | 11      | Veronika Kudermetova  | 2.950             | 430+110           | 10+100              | 2.520          | 1ª fase      | Anna Karolína Schmiedlová     |
| 12     | 12      | Belinda Bencic        | 2.750             | 130               | 10                  | 2.630          | 1ª fase      | Elina Avanesyan (LL)          |
| 13     | 13      | Barbora Krejčíková    | 2.680             | 10                | 10                  | 2.680          | 1ª fase      | Lesia Tsurenko                |
| 14     | 14      | Beatriz Haddad Maia   | 2.420             | 70+280            | 780+60              | 2.910          | SF           | Iga Świątek [1]               |
| 15     | 15      | Liudmila Samsonova    | 2.236             | 10                | 70                  | 2.296          | 2ª fase      | Anastasia Pavlyuchenkova (PR) |
| 16     | 16      | Karolína Plíšková     | 2.160             | 70                | 10                  | 2.100          | 1ª fase      | Sloane Stephens               |
| 17     | 17      | Jeļena Ostapenko      | 2.130             | 70                | 70                  | 2.130          | 2ª fase      | Peyton Stearns                |
| 18     | 18      | Victoria Azarenka     | 2.087             | 130               | 10                  | 1.967          | 1ª fase      | Bianca Andreescu              |
| 19     | 19      | Zheng Qinwen          | 1.998             | 240+160           | 70+1                | 1.669          | 2ª fase      | Yulia Putintseva              |
| 20     | 20      | Madison Keys          | 1.861             | 240               | 70                  | 1.691          | 2ª fase      | Kayla Day (Q)                 |
| 21     | 21      | Magda Linette         | 1.825             | 70                | 10                  | 1.765          | 1ª fase      | Leylah Fernandez              |
| 22     | 22      | Donna Vekić           | 1.813             | 110               | 70                  | 1.773          | 2ª fase      | Bernarda Pera                 |
| 23     | 23      | Ekaterina Alexandrova | 1.725             | 70+280            | 130+30              | 1.535          | 3ª fase      | Beatriz Haddad Maia (14)      |
| 24     | 25      | Anastasia Potapova    | 1.665             | (30)†             | 130                 | 1.765          | 3ª fase      | Anastasia Pavlyuchenkova (PR) |
| 25     | 26      | Anhelina Kalinina     | 1.657             | 70                | 10                  | 1.597          | 1ª fase      | Diane Parry (WC)              |
| 26     | 24      | Martina Trevisan      | 1.667             | 780               | 10                  | 897            | 1ª fase      | Elina Svitolina (PR)          |
| 27     | 27      | Irina-Camelia Begu    | 1.452             | 240               | 130                 | 1.342          | 3ª fase      | Karolína Muchová              |
| 28     | 28      | Elise Mertens         | 1.439             | 240+30            | 240+15              | 1.424          | 4ª fase      | Anastasia Pavlyuchenkova (PR) |
| 29     | 31      | Zhang Shuai           | 1.355             | 10+60             | 10+29               | 1.324          | 1ª fase      | Magdalena Fręch               |
| 30     | 32      | Sorana Cîrstea        | 1.327             | 70                | 10                  | 1.267          | 1ª fase      | Jasmine Paolini               |
| 31     | 33      | Marie Bouzková        | 1.318             | 70                | 10                  | 1.258          | 1ª fase      | Wang Xinyu                    |
| 32     | 34      | Shelby Rogers         | 1.303             | 130+110           | 10+1                | 1.074          | 1ª fase      | Petra Martić                  |

† A jogadora não disputou a chave principal em 2022. Os pontos do seu 16º melhor resultado serão deduzidos.

##### Desistências
| Ranking | Jogadora     | Pontos anteriores | Pontos a defender | Nova pontuação | Motivo                         |
| ------- | ------------ | ----------------- | ----------------- | -------------- | ------------------------------ |
| 29      | Paula Badosa | 1.363             | 130               | 1.233          | Fratura por estresse na coluna |

### Duplas
| Cabeça | Ranking | Equipe            | Equipe                 |
| ------ | ------- | ----------------- | ---------------------- |
| 1      | 2       | Wesley Koolhof    | Neal Skupski           |
| 2      | 7       | Rajeev Ram        | Joe Salisbury          |
| 3      | 12      | Marcelo Arévalo   | Jean-Julien Rojer      |
| 4      | 13      | Ivan Dodig        | Austin Krajicek        |
| 5      | 20      | Lloyd Glasspool   | Harri Heliövaara       |
| 6      | 26      | Rohan Bopanna     | Matthew Ebden          |
| 7      | 26      | Hugo Nys          | Jan Zieliński          |
| 8      | 28      | Nikola Mektić     | Mate Pavić             |
| 9      | 34      | Santiago González | Édouard Roger-Vasselin |
| 10     | 42      | Marcel Granollers | Horacio Zeballos       |
| 11     | 49      | Kevin Krawietz    | Tim Pütz               |
| 12     | 52      | Matwé Middelkoop  | Andreas Mies           |
| 13     | 55      | Jamie Murray      | Michael Venus          |
| 14     | 55      | Máximo González   | Andrés Molteni         |
| 15     | 60      | Rinky Hijikata    | Jason Kubler           |
| 16     | 63      | Nathaniel Lammons | Jackson Withrow        |

| Cabeça | Ranking | Equipe                   | Equipe              |
| ------ | ------- | ------------------------ | ------------------- |
| 1      | 5       | Barbora Krejčíková       | Kateřina Siniaková  |
| 2      | 5       | Coco Gauff               | Jessica Pegula      |
| 3      | 11      | Storm Hunter             | Elise Mertens       |
| 4      | 18      | Lyudmyla Kichenok        | Jeļena Ostapenko    |
| 5      | 27      | Desirae Krawczyk         | Demi Schuurs        |
| 6      | 29      | Nicole Melichar-Martinez | Ellen Perez         |
| 7      | 40      | Shuko Aoyama             | Ena Shibahara       |
| 8      | 41      | Gabriela Dabrowski       | Luisa Stefani       |
| 9      | 42      | Kristina Mladenovic      | Zhang Shuai         |
| 10     | 43      | Leylah Fernandez         | Taylor Townsend     |
| 11     | 46      | Xu Yifan                 | Yang Zhaoxuan       |
| 12     | 52      | Asia Muhammad            | Giuliana Olmos      |
| 13     | 61      | Marta Kostyuk            | Elena-Gabriela Ruse |
| 14     | 62      | Chan Hao-ching           | Latisha Chan        |
| 15     | 63      | Veronika Kudermetova     | Liudmila Samsonova  |
| 16     | 63      | Miyu Kato                | Aldila Sutjiadi     |

#### Mistas
| Cabeça | Ranking | Equipe            | Equipe            |
| ------ | ------- | ----------------- | ----------------- |
| 1      | 7       | Jessica Pegula    | Austin Krajicek   |
| 2      | 15      | Desirae Krawczyk  | Joe Salisbury     |
| 3      | 18      | Giuliana Olmos    | Neal Skupski      |
| 4      | 22      | Demi Schuurs      | Jean-Julien Rojer |
| 5      | 25      | Lyudmyla Kichenok | Matthew Ebden     |
| 6      | 27      | Ellen Perez       | Jan Zieliński     |
| 7      | 34      | Marta Kostyuk     | Marcelo Arévalo   |
| 8      | 37      | Zhang Shuai       | Ivan Dodig        |

## Convidados à chave principal
Os jogadores a seguir receberam convite para disputar diretamente a chave principal baseados em seleções internas e recentes desempenhos.

### Simples
| Masculino | Feminino |
| --- | --- |
| - Arthur Cazaux - Arthur Fils - Hugo Gaston - Hugo Grenier - Thanasi Kokkinakis - Patrick Kypson - Giovanni Mpetshi-Perricard - Benoît Paire | - Kimberly Birrell - Clara Burel - Séléna Janicijevic - Léolia Jeanjean - Kristina Mladenovic - Emma Navarro - Diane Parry - Jessika Ponchet |

### Duplas
| Masculinas | Femininas | Mistas |
| --- | --- | --- |
| - Dan Added / Albano Olivetti - Théo Arribagé / Luca Sanchez - Enzo Couacaud / Arthur Rinderknech - Jonathan Eysseric / Harold Mayot - Arthur Fils / Giovanni Mpetshi Perricard - Richard Gasquet / Lucas Pouille - Sascha Gueymard Wayenburg / Luca Van Assche | - Tessah Andrianjafitrimo / Fiona Ferro - Clara Burel / Chloé Paquet - Estelle Cascino / Carole Monnet - Alizé Cornet / Diane Parry - Elsa Jacquemot / Léolia Jeanjean - Elixane Lechemia / Jessika Ponchet - Alice Robbe / Alice Tubello | - Clara Burel / Hugo Gaston - Estelle Cascino / Dan Added - Alizé Cornet / Édouard Roger-Vasselin - Léolia Jeanjean / Jonathan Eysseric - Elixane Lechemia / Albano Olivetti - Chloé Paquet / Lucas Pouille - Diane Parry / Harold Mayot - Nina Radovanovic / Arthur Bouquier |

## Qualificados à chave principal
O qualificatório aconteceu no Stade Roland Garros entre 22 e 25 de maio de 2023.

### Simples
| Masculino | Feminino |
| --- | --- |
| 1. Radu Albot 2. Flavio Cobolli 3. Aslan Karatsev 4. Pedro Martínez 5. Hamad Međedović 6. Emilio Nava 7. Sebastian Ofner 8. Genaro Alberto Olivieri 9. Lucas Pouille 10. Shang Juncheng 11. Thiago Seyboth Wild 12. Timofey Skatov 13. Thiago Agustín Tirante 14. Andrea Vavassori 15. Elias Ymer 16. Giulio Zeppieri | 1. Mirra Andreeva 2. Sára Bejlek 3. Olga Danilović 4. Kayla Day 5. Fiona Ferro 6. Brenda Fruhvirtová 7. Storm Hunter 8. Ylena In-Albon 9. Elizabeth Mandlik 10. Arantxa Rus 11. Iryna Shymanovich 12. Clara Tauson 13. Taylor Townsend 14. Simona Waltert 15. Dayana Yastremska 16. Tamara Zidanšek |

Lucky losers
| 1. Facundo Díaz Acosta 2. Yannick Hanfmann 3. Jurij Rodionov 4. Dominic Stricker | 1. Erika Andreeva 2. Elina Avanesyan 3. Aliona Bolsova 4. Nao Hibino 5. Viktória Hrunčáková 6. Camila Osorio |

## Eliminações em simples

### Masculino
| Final                            | Final                    | Final                           | Final                   |
| -------------------------------- | ------------------------ | ------------------------------- | ----------------------- |
| Casper Ruud [4]                  |                          |                                 |                         |
| Semifinais                       |                          |                                 |                         |
| Carlos Alcaraz [1]               | Carlos Alcaraz [1]       | Alexander Zverev [22]           | Alexander Zverev [22]   |
| Quartas de final                 |                          |                                 |                         |
| Stefanos Tsitsipas [5]           | Karen Khachanov [11]     | Holger Rune [6]                 | Tomás Martín Etcheverry |
| Quarta fase                      |                          |                                 |                         |
| Lorenzo Musetti [17]             | Sebastian Ofner (Q)      | Juan Pablo Varillas             | Lorenzo Sonego          |
| Francisco Cerúndolo [23]         | Nicolás Jarry            | Grigor Dimitrov [28]            | Yoshihito Nishioka [27] |
| Terceira fase                    |                          |                                 |                         |
| Denis Shapovalov [26]            | Cameron Norrie [14]      | Fabio Fognini                   | Diego Schwartzman       |
| Alejandro Davidovich Fokina [29] | Hubert Hurkacz [13]      | Thanasi Kokkinakis (WC)         | Andrey Rublev [7]       |
| Genaro Alberto Olivieri (Q)      | Taylor Fritz [9]         | Marcos Giron                    | Zhang Zhizhen           |
| Daniel Altmaier                  | Frances Tiafoe [12]      | Borna Ćorić [15]                | Thiago Seyboth Wild (Q) |
| Segunda fase                     |                          |                                 |                         |
| Taro Daniel                      | Matteo Arnaldi           | Alexander Shevchenko            | Lucas Pouille (Q)       |
| Jason Kubler                     | Sebastian Korda [24]     | Nuno Borges                     | Roberto Carballés Baena |
| Márton Fucsovics                 | Luca Van Assche          | Roberto Bautista Agut [19]      | Tallon Griekspoor       |
| Radu Albot (Q)                   | Stan Wawrinka            | Ugo Humbert                     | Corentin Moutet         |
| Gaël Monfils (PR)                | Andrea Vavassori (Q)     | Yannick Hanfmann(LL)            | Arthur Rinderknech      |
| Tommy Paul [16]                  | Jiří Lehečka             | Thiago Agustín Tirante (Q)      | Giulio Zeppieri (Q)     |
| Jannik Sinner [8]                | Emil Ruusuvuori          | Alex Molčan                     | Aslan Karatsev (Q)      |
| Pedro Cachín                     | Alex de Minaur [18]      | Max Purcell                     | Guido Pella (PR)        |
| Primeira fase                    |                          |                                 |                         |
| Flavio Cobolli (Q)               | Christopher O'Connell    | Daniel Elahi Galán              | Brandon Nakashima       |
| Mikael Ymer                      | Oscar Otte               | Jurij Rodionov (LL)             | Benoît Paire (WC)       |
| Félix Auger-Aliassime [10]       | Facundo Díaz Acosta (LL) | Maxime Cressy                   | Mackenzie McDonald      |
| Bernabé Zapata Miralles [32]     | John Isner               | Emilio Nava (Q)                 | Jiří Veselý (PR)        |
| Aleksandar Kovacevic             | Hugo Grenier (WC)        | Marco Cecchinato                | Arthur Fils (WC)        |
| Wu Yibing                        | Shang Juncheng (Q)       | Pedro Martínez (Q)              | David Goffin            |
| Constant Lestienne               | Patrick Kypson (WC)      | Albert Ramos Viñolas            | Daniel Evans [20]       |
| Ben Shelton [30]                 | Adrian Mannarino         | Arthur Cazaux (WC)              | Laslo Djere             |
| Christopher Eubanks              | Sebastián Báez           | Giovanni Mpetshi Perricard (WC) | Miomir Kecmanović [31]  |
| Jaume Munar                      | Thiago Monteiro          | Richard Gasquet                 | Michael Mmoh            |
| Dominic Stricker (LL)            | Hugo Dellien (PR)        | Hamad Međedović (Q)             | Jan-Lennard Struff [21] |
| Botic van de Zandschulp [25]     | Dušan Lajović            | Alexander Bublik                | Elias Ymer (Q)          |
| Alexandre Müller                 | Marc-Andrea Hüsler       | Grégoire Barrère                | Timofey Skatov (Q)      |
| Lloyd Harris (PR)                | Hugo Gaston (WC)         | Alexei Popyrin                  | Filip Krajinović        |
| Federico Coria                   | Dominic Thiem            | Jack Draper                     | Ilya Ivashka            |
| J. J. Wolf                       | Jordan Thompson          | Quentin Halys                   | Daniil Medvedev [2]     |

### Feminino
| Final                     | Final                      | Final                         | Final                   |
| ------------------------- | -------------------------- | ----------------------------- | ----------------------- |
| Karolína Muchová          |                            |                               |                         |
| Semifinais                |                            |                               |                         |
| Beatriz Haddad Maia [14]  | Beatriz Haddad Maia [14]   | Aryna Sabalenka [2]           | Aryna Sabalenka [2]     |
| Quartas de final          |                            |                               |                         |
| Coco Gauff [6]            | Ons Jabeur [7]             | Anastasia Pavlyuchenkova (PR) | Elina Svitolina (PR)    |
| Quarta fase               |                            |                               |                         |
| Lesia Tsurenko            | Anna Karolina Schmiedlova  | Sara Sorribes Tormo (PR)      | Bernarda Pera           |
| Elina Avanesyan (LL)      | Elise Mertens [28]         | Daria Kasatkina [9]           | Sloane Stephens         |
| Terceira fase             |                            |                               |                         |
| Wang Xinyu                | Bianca Andreescu           | Kayla Day (Q)                 | Mirra Andreeva (Q)      |
| Elena Rybakina [4]        | Ekaterina Alexandrova [23] | Elisabetta Cocciaretto        | Olga Danilović (Q)      |
| Irina-Camelia Begu [27]   | Clara Tauson (Q)           | Anastasia Potapova [24]       | Jessica Pegula [3]      |
| Anna Blinkova             | Peyton Stearns             | Yulia Putintseva              | Kamilla Rakhimova       |
| Segunda fase              |                            |                               |                         |
| Claire Liu                | Rebecca Peterson           | Emma Navarro (WC)             | Lauren Davis            |
| Aliona Bolsova (LL)       | Madison Keys [20]          | Diane Parry (WC)              | Julia Grabher           |
| Linda Nosková             | Petra Martić               | Anna-Lena Friedsam            | Diana Shnaider          |
| Simona Waltert (Q)        | Donna Vekić [22]           | Jasmine Paolini               | Océane Dodin            |
| Nadia Podoroska           | Sara Errani                | Leylah Fernandez              | Léolia Jeanjean (WC)    |
| Liudmila Samsonova [15]   | Mayar Sherif               | Camila Osorio (LL)            | Camila Giorgi           |
| Caroline Garcia [5]       | Storm Hunter (Q)           | Jeļena Ostapenko [17]         | Markéta Vondroušová     |
| Varvara Gracheva          | Zheng Qinwen [19]          | Magdalena Fręch               | Iryna Shymanovich (Q)   |
| Primeira fase             |                            |                               |                         |
| Cristina Bucșa            | Ylena In-Albon (Q)         | Fiona Ferro (Q)               | Marie Bouzková [31]     |
| Victoria Azarenka [18]    | Erika Andreeva (LL)        | Zhu Lin                       | Barbora Krejčíková [13] |
| Veronika Kudermetova [11] | Kristína Kučová (PR)       | Kristina Mladenovic (WC)      | Kaia Kanepi             |
| Anhelina Kalinina [25]    | Alison Riske-Amritraj      | Arantxa Rus (Q)               | Rebeka Masarova         |
| Brenda Fruhvirtová (Q)    | Danka Kovinić              | Clara Burel (WC)              | Shelby Rogers [32]      |
| Viktoriya Tomova          | Nao Hibino (LL)            | Rebecca Marino                | Tatjana Maria           |
| Petra Kvitová [10]        | Elizabeth Mandlik (Q)      | Anett Kontaveit               | Dayana Yastremska (Q)   |
| Sorana Cîrstea [30]       | Kateryna Baindl            | Séléna Janicijevic (WC)       | Lucia Bronzetti         |
| Maria Sakkari [8]         | Jessika Ponchet (WC)       | Jil Teichmann                 | Anna Bondár             |
| Magda Linette [21]        | Aliaksandra Sasnovich      | Kimberly Birrell (WC)         | Belinda Bencic [12]     |
| Katie Volynets            | Linda Fruhvirtová          | Madison Brengle               | Taylor Townsend (Q)     |
| Viktória Hrunčáková (LL)  | Ana Bogdan                 | Alizé Cornet                  | Danielle Collins        |
| Wang Xiyu                 | Ysaline Bonaventure        | Nuria Párrizas Díaz           | Martina Trevisan [26]   |
| Tereza Martincová         | Kateřina Siniaková         | Alycia Parks                  | Jule Niemeier           |
| Karolína Plíšková [16]    | Dalma Gálfi                | Maryna Zanevska               | Tamara Zidanšek (Q)     |
| Zhang Shuai [29]          | Sára Bejlek (Q)            | Panna Udvardy                 | Marta Kostyuk           |

## Finais

### Profissional
| Categoria | Evento    | Campeã(s)(o/ões)           | Vice-campeã(s)(o/ões)            | Resultado        | Chave(s)  | Chave(s)       |
| --------- | --------- | -------------------------- | -------------------------------- | ---------------- | --------- | -------------- |
| Simples   | Masculino | Novak Djokovic             | Casper Ruud                      | 7–61, 6–3, 7–5   | principal | qualificatório |
| Simples   | Feminino  | Iga Świątek                | Karolína Muchová                 | 6–2, 5–7, 6–4    | principal | qualificatório |
| Duplas    | Masculino | Ivan Dodig Austin Krajicek | Sander Gillé Joran Vliegen       | 6–3, 6–1         | principal | principal      |
| Duplas    | Feminino  | Hsieh Su-wei Wang Xinyu    | Leylah Fernandez Taylor Townsend | 1–6, 7–65, 6–1   | principal | principal      |
| Duplas    | Misto     | Miyu Kato Tim Pütz         | Bianca Andreescu Michael Venus   | 4–6, 6–4, [10–6] | principal | principal      |

### Juvenil
| Categoria | Evento    | Campeã(s)(o/ões)                      | Vice-campeã(s)(o/ões)               | Resultado | Chave(s)  | Chave(s)       |
| --------- | --------- | ------------------------------------- | ----------------------------------- | --------- | --------- | -------------- |
| Simples   | Masculino | Dino Prižmić                          | Juan Carlos Prado Ángelo            | 6–1, 6–4  | principal | qualificatório |
| Simples   | Feminino  | Alina Korneeva                        | Lucciana Pérez Alarcón              | 7–64, 6–3 | principal | qualificatório |
| Duplas    | Masculino | Yaroslav Demin Rodrigo Pacheco Méndez | Lorenzo Sciahbasi Gabriele Vulpitta | 6–2, 6–3  | principal | principal      |
| Duplas    | Feminino  | Tyra Caterina Grant Clervie Ngounoue  | Alina Korneeva Sara Saito           | 6–3, 6–2  | principal | principal      |

### Cadeirante
| Categoria | Evento       | Campeã(s)(o/ões)               | Vice-campeã(s)(o/ões)                 | Resultado        | Chave     |
| --------- | ------------ | ------------------------------ | ------------------------------------- | ---------------- | --------- |
| Simples   | Masculino    | Tokito Oda                     | Alfie Hewett                          | 6–1, 6–4         | principal |
| Simples   | Feminino     | Diede de Groot                 | Yui Kamiji                            | 6–2, 6–0         | principal |
| Simples   | Tetraplégico | Niels Vink                     | Sam Schröder                          | 3–6, 6–4, 6–4    | principal |
| Duplas    | Masculino    | Alfie Hewett Gordon Reid       | Martín de la Puente Gustavo Fernández | 7–69, 7–5        | principal |
| Duplas    | Feminino     | Yui Kamiji Kgothatso Montjane  | Diede de Groot María Florencia Moreno | 6–2, 6–3         | principal |
| Duplas    | Tetraplégico | Andy Lapthorne Donald Ramphadi | Heath Davidson Robert Shaw            | 1–6, 6–2, [10–3] | principal |